# Галіна Біренбаум
Галіна Грінштайн, у шлюбі Біренбаум (івр. הלינה בירנבאום; пол. Halina Birenbaum; 15 вересня 1929, Варшава, Польща) — польсько-ізраїльська письменниця, поетеса, перекладачка та активістка, яка пережила Голокост.

## Життя
Народилася у Варшаві в родині Якуба Грінштайна (пол. Jakub Grynsztajn) та Поли (пол. Pola), колишньої Перл (пол. Perl), до шлюбу Київської (пол. Kijewska); Галіна була наймолодшою з трьох дітей і єдиною донькою. 
Після окупації Польщі Німеччиною будинок родини опинився на території Варшавського гетто. Після його знищення в липні 1943 року їх на короткий час перевели до Майданека, а потім до Аушвіца. Вона пережила примусову евакуацію табору, марш смерті в січні 1945 року, з Аушвіца до міста Водзіслав-Шльонський, а звідти її перевезли до Равенсбрюка, а в лютому — до Нойштадт-Глеве, звідки її звільнила Червона армія у травні 1945 року. Її матір убили в Майданеку, а батька — у таборі смерті Треблінка.
У 1947 році через антисемітизм емігрувала до Ізраїлю, де одружилася з Хаїмом Біренбаумом (івр. חיים בירנבאום) і народила двох синів. До кінця 1950 року працювала у кібуці. Проводить багато часу із ізраїльською, польською та німецькою молоддю, розповідаючи про свій ранній досвід.

## Творчість

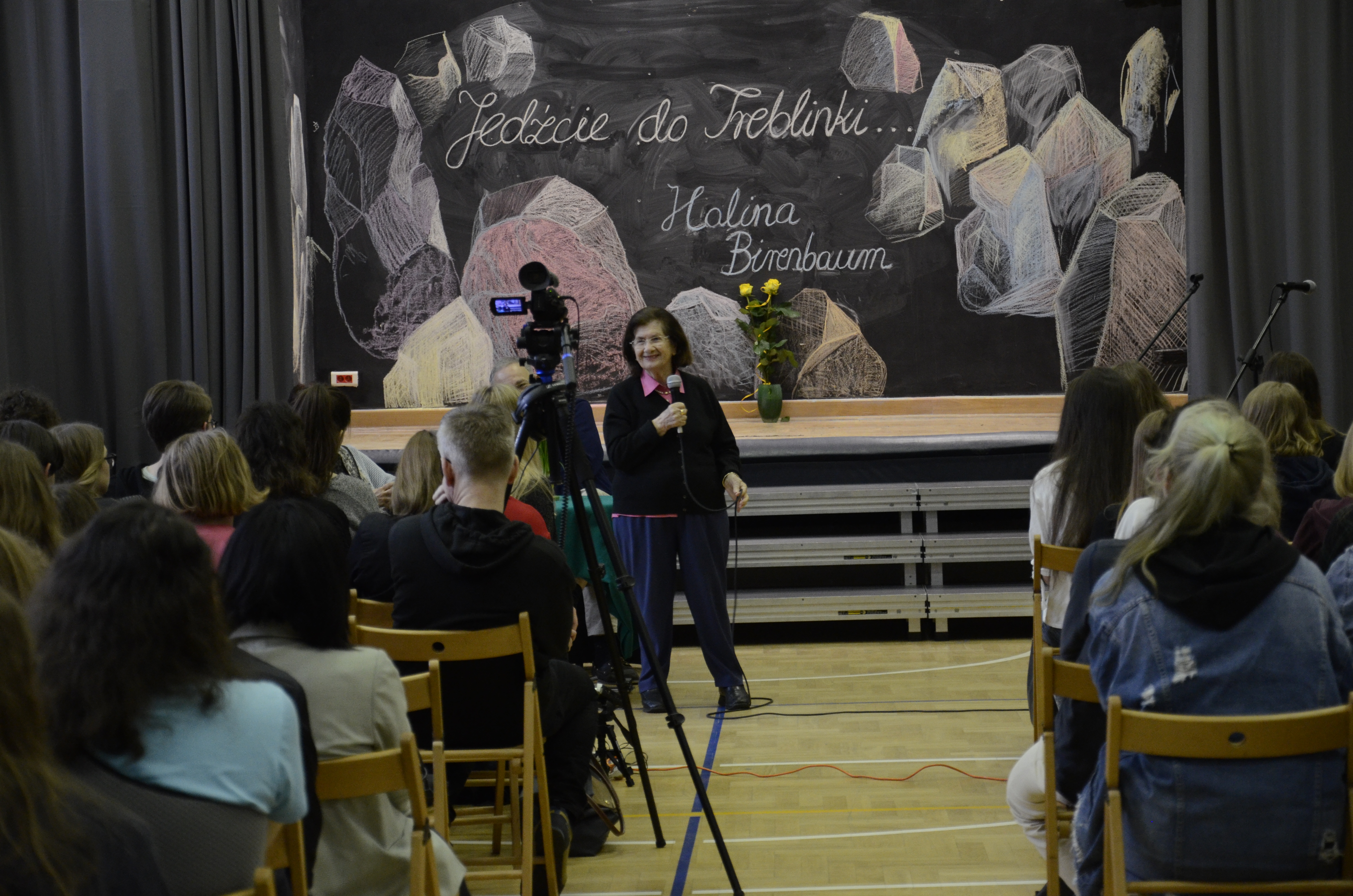
Галіна Біренбаум (Школа імені Яна III Собеського, Варшава, Польща, 2018)

Життя та смерть під час німецької окупації Польщі та мученицька смерть польських євреїв у гетто та таборах смерті є головними темами прозової та поетичної творчості Біренбаум. Її твори, частково написані польською, а частково івритом, перекладені багатьма мовами, зокрема англійською, французькою, німецькою, японською та іспанською.

## Нагороди
- У 1999 році президент Польщі Александр Квасневський нагородив її орденом Відродження Польщі.
- У березні 2001 року Рада християн і євреїв Польщі назвала її «Особою примирення 2001 року» (пол. Człowiek Pojednania 2001).
- У 2015 році її відзначили за заслуги перед Варшавою (пол. Zasłużony dla Warszawy).
- У 2018 році отримала титул «Почесного громадянина Варшави» (пол. Honorowego Obywatela miasta stołecznego Warszawy)[9]

### Книги
- «Надія помирає останньою» (пол. Nadzieja umiera ostatnia), 1967. Перекладено англійською, німецькою, французькою, італійською, іспанською, японською та івритом
- «Повернення на землю предків» (пол. Powrót do ziemi praojców), 1991
- «Крик за пам'яттю» (пол. Wołanie o pamięć), 1999
- «Далека й близька луна. Зустрічі з молоддю» (пол. Echa dalekie i bliskie. Spotkania z młodzieżą), 2001
- «Життя кожному дороге» («Życie każdemu drogie»), 2005
- «Моє життя почалося з кінця. Збірка віршів тієї, хто пережила Голокост» (пол. Moje życie zaczęło się od końca. Wiersze Zebrane Poetki Ocalałej Z Zagłady), 2010
- «Ще питають» (пол. Wciąż pytają) 2011
- «Я шукаю життя в мертвих. інтерв'ю з Галіною Біренбаум» (пол. Szukam życia u umarłych, Wywiad z Haliną Birenbaum), 2013
- «Це не дощ, це люди» (пол. To nie deszcz, to ludzie), 2019

### Вірші
- «Навіть коли я сміюся» (пол. Nawet gdy się śmieję)
- «Не про квіти» (пол. Nie o Kwiatach)
- «Словами неможливо передати» (пол. Jak można w słowach)

## Виноски
1. ↑  Bibliothèque nationale de France BNF: платформа відкритих даних — 2011.
2. ↑  Deutsche Nationalbibliothek Record #119366827 // Gemeinsame Normdatei — 2012—2016.
3. 1 2  Catalog of the German National Library
4. ↑  Halina Birenbaum: Ma jeunesse et le siècle de l'Holocauste, accessed 23 January 2017.
5. ↑  P. Cywiński, Marsz Śmierci w pamięci ewakuowanych więźniów Auschwitz, Oświęcim 2016, p. 41. in Polish
6. ↑  Na dnie piekła. Z Haliną Birenbaum, polsko-izraelską pisarką, poetką rozmawia Monika Tutak-Goll. Wysokie Obcasy (Dodatek do Gazety Wyborczej) (пол.): 8. 21 квітня 2018.
7. ↑  P. Cywiński, Marsz Śmierci w pamięci ewakuowanych więźniów Auschwitz, Oświęcim 2016, p. 41.
8. ↑  Halina Birenbaum: Das Leben als Hoffnung, accessed 23 January 2017.
9. ↑  Uchwała nr LXII/1663/2018 z 01-03-2018 w sprawie nadania Honorowego Obywatelstwa Miasta Stołecznego Warszawy (пол.). Biuletyn Informacji Publicznej m.st. Warszawy. 1 березня 2018. Процитовано 20 березня 2018.